# Museo del Muro del Checkpoint Charlie

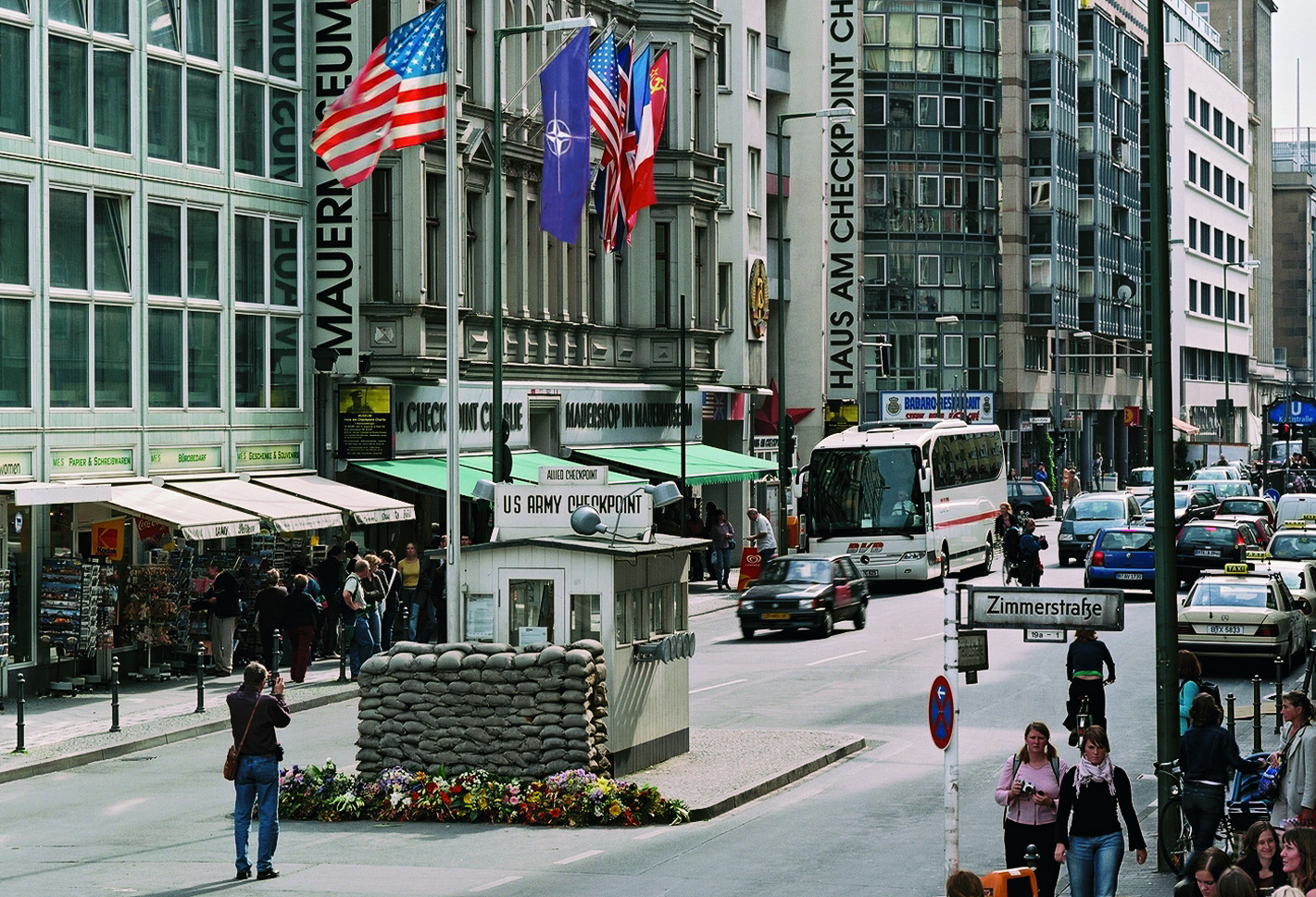
Mauermuseum - Museum Haus am Checkpoint Charlie

El Museo del Muro del Checkpoint Charlie (en alemán: Das Mauermuseum – Museum Haus am Checkpoint Charlie) es un museo de Berlín, Alemania, dedicado al Muro de Berlín, a la guerra fría y al más célebre de los pasos fronterizos del Berlín dividido.
El museo expone el Checkpoint Charlie original, una exposición sobre la historia de la Guerra Fría y los horrores del muro. Hay vídeos que conmemoran la caída del Muro. También se muestran mediante fotografías y recreaciones el ingenio de los habitantes de Berlín Este para pasar al lado occidental clandestinamente. Además se exhibe el emotivo vídeo de la noche de los Trabants, fecha en la que los vecinos orientales pudieron pasar por primera vez en coche bajo la Puerta de Brandeburgo.
Más de 50 años de Museo del Muro, por la Puerta de Brandeburgo paz y la libertad, fundado en 1962 directa- mente junto al legendario paso fronterizo Checkpoint Charlie, foco de la Guerra Fría, allí donde comenzó la división de mundos y también donde terminó.
El 19 de octubre de 1962, en un apartamento de dos habitaciones y media, se inauguró una primera exposición. Apelábamos a los turistas a que se mostraran agradecidos con los soldados fronterizos que no apuntaban a disparar. "¡Mirad más allá del uniforme!"
Más de un soldado fronterizo se sintió comprendido, uniéndose a nuestra lucha tras su huida.
La fuerte afluencia de visitantes animaba a buscar nuevos espacios. El 14 de junio de 1963 se inauguró el Museo "Haus am Checkpoint Charlie", último edificio ubicado justo antes de la frontera y que se convirtió en una isla de libertad. Aquí los ayudantes de fuga podían ver a través de una pequeña ventana todos los movimientos que ocurrían en el paso fronterizo; aquí los fugados siempre eran bienvenidos y recibían apoyo; aquí se forjaban planes de huida y se luchaba siempre contra las injusticias en la RDA.
Se trataba de ilustrar el “mejor sistema de seguridad fronteriza” (Karl-Heinz Hoffmann, general del ejército de la RDA) y la asistencia de las potencias protectoras – hasta la confrontación de tanques entre EE. UU./URSS. De modo consecuente, surgieron otras exposiciones: 1973: “Pintores interpretan EL MURO”; 1976: “BERLIN – de ciudad fronteriza a puente de Europa”; 1984: “DESDE GANDHI HASTA WALESA – la lucha no violenta por los derechos humanos”. De nuestras amistades con colabora- dores de fuga obtuvimos globos de aire caliente, coches de fuga, telesillas, un minisubmarino. A los activistas en la resistencia debemos un dispositivo de disparo automático desmontado bajo peligro de muerte, así como un trozo de muro correspondiente al soporte de tubo - desprendido a golpes por el “corredor del muro John Runnings”.
Asimismo, nos podemos denominar como el primer museo de la lucha internacional sin violencia. Entre nuestros objetos de exposición figuran la máquina de escribir de la Carta 77, el hectógrafo del periódico ilegal “Umweltblätter”, el diario y las sandalias de Mahatma Gandhi. De Elena Bonner, la máscara fúnebre de su esposo Andrej Sacharow.
En el mundo existen más de cien museos militares. En una época de creciente responsabilidad por nuestro planeta, seguramente se crearán otros museos adicionales de la lucha internacional sin violencia. “El mundo está tan bien construido que contra cada injusticia existen contrafuerzas más poderosas que la dominan. ...En toda injusticia perdura la justicia, en toda mentira la verdad, en toda oscuridad la luz” – palabras de Mahatma Gandhi.
- Datos: Q382575
- Multimedia: Mauermuseum (Checkpoint Charlie) / Q382575